# Vilanova d’Escornalbou
Vilanova d’Escornalbou ist eine spanische Gemeinde mit 610 Einwohnern (Stand: 2024) in der Provinz Tarragona im Süden der autonomen Region Katalonien. 
Sehenswert ist das über einem mittelalterlichen Kloster errichtete Herrenhaus Castell Monestir d’Escornalbou, das sich auf der Spitze des Berges hinter der Gemeinde befindet und auch über das Nachbardorf Riudecanyes zu erreichen ist.
Die nächstliegenden Ortschaften von Bedeutung sind Reus, Cambrils und Tarragona.